# Мяо Цзіньцзін
Мяо Цзіньцзін (кит.: 苗晉卿 685 — 765)  - був чиновником китайської династії Тан, служив канцлером під час панування імператора Су-цзуна і імператора Дейзонга. Відомий своїм пацифізмом та відповідальністю, ці риси допомагали йому отримувати прихильність від людей під час судових процесів.

## Біографія
Був чиновником китайської династії Тан, служив канцлером під час панування імператора Су-цзуна і імператора Дейзонга. Відомий своїм пацифізмом та відповідальністю, ці риси допомагали йому отримувати прихильність від людей під час судових процесів. 
Мяо Цзіньцін народився в 685, під час першого панування імператора Жуй-цзуна. Його сім'я була від Префектури Лютеція (кит.: 潞州 685 — 765)  (приблизно сучасний Чанджі, Шаньсі) і продовжувала свій рід до королівського клану Чу ("Держави ворожнечі"). Його предки протягом кількох поколінь були конфуціанскими вченими. Його дідусь Мяо Куй  (кит.: 苗 夔 685 — 765)  був відомий тим, що відмовився від призначення до державної служби. Його батько Мяо Дайшу(кит.: 苗 殆 庶 685 — 765)  дійсно служив чиновником, але тільки досяг офісу генерального секретаря графства Лонгмен (кит.: 龍門 685 — 765)   (сучасний Юнченге, Шаньсі). Сам Мяо Цзіньцзін був дуже старанним в роки свого юнацтва, що допомогло здати йому імперські істипи та поступити, ставши чиновницьким службовцем. 

## Під час правління імператора Су-Цзуна
Коли Ян Лушань захопив Чанген, імператор Су-Цзун тікав зі столиці, забувши про власну чиновницьку світу. Очевидно, що більшість державних службовців стали підданими Ян Лушаня, проте не Мяо Цзіньцзін. Він втік у долину Анькан. За це імператор Су-Цзун зробив Мяо главою бюро експертиз (кит.: 門下省 685 — 765) 
Імператор Су-Цзун помер у 762, після регентський конфліктів до влади все ж таки прийшов Дейзонг. У ці складні часи слава Мяо понизилася. 

## Під час правління імператора Дейзонга
Мяо Цзіньцзін тоді вже був людиною літнього віку, проте це не заважало йому виконувати на той час повноваження канцлера. Мяо працював у палаті Yanying (кит.: 延英殿 685 — 765)  - спеціальна фракція для канцлерів поколінь, тобто з великим досвідом. 
В 763 сили царства Туфен напали на володіння імператора Дейзонга. Монарх втік, проти Мяо вже не мав змогу покинути рідне місто та залишився в Чангані. Вороги намагалися змусити Мяо прийняти владу Лі Ченгонга, але він відмовився. Узурпатори не вбили його, адже Мяо був доволі поважною особою. Через свій нейтралітет, що сприймався завойовниками як акт лояльності він отримав звання  Taifu (кит.: 太傅 685 — 765) 
Проте Мяо позбули звання канцлера. Помер в 765 році, похоронений в храмі імператора Су-Цзуна. 